# Riccardo di Normandia
Riccardo, in francese  Richard de Normandie (Normandia, tra il 1054 e il 1056 – New Forest, tra il 1069 e il 1075), fu Duca di Bernay in Normandia dal 1069 circa alla sua morte.

## Origine
Sia secondo il monaco e cronista normanno Guglielmo di Jumièges, autore della sua Historiæ Normannorum Scriptores Antiqui, che secondo il cronista e monaco benedettino dell'abbazia di Malmesbury, nel Wiltshire (Wessex), Guglielmo di Malmesbury e il monaco e cronista inglese, Orderico Vitale, ed ancora il cronista e monaco benedettino inglese, Matteo di Parigi, era il figlio maschio secondogenito del duca di Normandia e re d'Inghilterra, Guglielmo il Conquistatore, e di Matilde delle Fiandre (1032 - 1083), che, secondo la Genealogica Comitum Flandriæ Bertiniana, era figlia di Baldovino V, conte delle Fiandre, e della sorella del re di Francia, Enrico I, Adele di Francia, che secondo la Genealogiæ Scriptoris Fusniacensis era figlia del re di Francia, Roberto II, detto il Pio.
Guglielmo il Conquistatore, sempre secondo Guglielmo di Jumièges, era l'unico figlio del sesto signore della Normandia, il quarto ad ottenere formalmente il titolo di Duca di Normandia, Roberto I e di Herleva di Falaise detta anche Arletta (1010 circa –1050 circa), di umili origini, che, secondo Guglielmo di Jumièges, era la figlia di Fulberto o Herberto, un cameriere del duca (Herleva Fulberti cubicularii ducis filia) e della moglie Duda o Duwa, come ci conferma la Chronica Albrici Monachi Trium Fontium.

## Biografia
Di Riccardo si hanno poche notizie. Fu il secondogenito, nato dopo Roberto, come specifica Orderico Vitale. Guglielmo di Malmesbury ne fa un ritratto giovanile molto positivo, asserendo che aveva dato al padre la speranza di un grande futuro, essendo un giovane bello e di ottime prospettive, ma inopportunamente morto, poeticamente paragonandolo ad un bocciolo di un fiore promettente, appassito precocemente; anche Matteo di Parigi lo cita come un giovane molto bello e di buona indole.
Riccardo viene citato nel documento n° LXXVIII del Recueil des chartes de l'abbaye de Saint-Benoît-sur-Loire, datato 1067, in cui suo padre, Guglielmo, duca di Normandia e re d'Inghilterra conferma ai monaci della stessa abbazia una donazione fatta da suo zio, Riccardo III, e confermata da suo padre, Roberto I,  e che controfirmò assieme al padre, alla madre ed al fratello Roberto.
Suo padre, in quel periodo, gli concesse un feudo e lo nominò duca di Bernay in Normandia.
Riccardo morì non molto tempo dopo, a seguito di un incidente di caccia: la morte di Riccardo viene ricordata da diversi cronisti che non ci informano sull'anno esatto:
- Guglielmo di Malmesbury riporta la causa della morte con le seguenti parole:ci è stato riferito che mentre cacciava il cervo nella New Forest, contrasse un disturbo, causato dall'aria infetta[10]. Poi ci ricorda che in quel luogo, circa venti anni dopo morirono anche suo fratello, Guglielmo il Rosso, colpito da una freccia e suo nipote, Riccardo, figlio del duca di Normandia, Roberto II, per una ferita al collo, dovuta all'urto contro il ramo di un albero[10], per un severo giudizio di Dio, poiché in quel luogo, suo padre Guglielmo aveva distrutto tutti i villaggi e le chiese, per un raggio di circa quindici miglia[10];
- il Florentii Wigornensis Monachi Chronicon ricorda che Riccardo morì nello stesso posto in cui morirono diversi anni dopo il fratello Guglielmo ed il nipote Riccardo[14], ricordando le morti come una vendetta divina, per le distruzioni ordinate dal Conquistatore in quel luogo[14];
- Orderico Vitale invece narra che Riccardo, che non aveva ancora ricevuto l'investitura da cavaliere, mentre, a cavallo, stava inseguendo un animale era stato gravemente schiacciato tra un robusto ramo di nocciolo ed il pomo della sella, riportando ferite mortali; e morì poco dopo[9];
- Matteo di Parigi ricorda che, durante una caccia, fu colpito da una infermità letale e poco dopo morì, nel luogo stesso dove cacciava[15];
- infine Guglielmo di Jumièges, quando riferisce della morte di Guglielmo II il Rosso, nel 1100, a causa di una freccia, ricorda che nello stesso luogo, anni prima era morto suo fratello, Riccardo, che mentre cacciava aveva malamente sbattuto contro un albero, per cui si ferì e poco dopo morì[16] e ricorda inoltre che molti altri perirono in quella foresta, come per castigo divino, in seguito alle distruzione causate da Guglielmo il Conquistatore[16].

Riccardo fu sepolto nella Cattedrale di Winchester.

## Discendenza
Di Riccardo non si conosce nessuna discendenza.

## Ascendenza
|                           |                        |                       | Genitori                    |  |  | Nonni |  |  | Bisnonni                 |  |  | Trisnonni               |  |
|                           |                        |                       |                             |  |  |       |  |  | Riccardo II di Normandia |  |  | Riccardo I di Normandia |  |
|                           |                        |                       |                             |  |  |       |  |  | Riccardo II di Normandia |  |  | Riccardo I di Normandia |  |
|                           |                        | Gunnora di Normandia  |                             |  |  |       |  |  | Riccardo II di Normandia |  |  |                         |  |
| Roberto I di Normandia    |                        |                       |                             |  |  |       |  |  | Riccardo II di Normandia |  |  |                         |  |
|                           |                        | Giuditta di Bretagna  | Conan I di Bretagna         |  |  |       |  |  |                          |  |  |                         |  |
|                           |                        | Giuditta di Bretagna  | Conan I di Bretagna         |  |  |       |  |  |                          |  |  |                         |  |
|                           |                        | Giuditta di Bretagna  | Ermengarde-Gerberga d'Angiò |  |  |       |  |  |                          |  |  |                         |  |
| Guglielmo I d'Inghilterra |                        | Giuditta di Bretagna  |                             |  |  |       |  |  |                          |  |  |                         |  |
|                           |                        | Fulbert di Falaise    | …                           |  |  |       |  |  |                          |  |  |                         |  |
|                           |                        | Fulbert di Falaise    | …                           |  |  |       |  |  |                          |  |  |                         |  |
|                           |                        | Fulbert di Falaise    | …                           |  |  |       |  |  |                          |  |  |                         |  |
| Herleva                   |                        | Fulbert di Falaise    |                             |  |  |       |  |  |                          |  |  |                         |  |
|                           |                        | Duda                  | …                           |  |  |       |  |  |                          |  |  |                         |  |
|                           |                        | Duda                  | …                           |  |  |       |  |  |                          |  |  |                         |  |
|                           |                        | Duda                  | …                           |  |  |       |  |  |                          |  |  |                         |  |
| Riccardo di Normandia     |                        | Duda                  |                             |  |  |       |  |  |                          |  |  |                         |  |
|                           | Baldovino V di Fiandra | Arnolfo II di Fiandra |                             |  |  |       |  |  |                          |  |  |                         |  |
|                           | Baldovino V di Fiandra | Arnolfo II di Fiandra |                             |  |  |       |  |  |                          |  |  |                         |  |
|                           | Baldovino V di Fiandra | Rozala d'Ivrea        |                             |  |  |       |  |  |                          |  |  |                         |  |
| Baldovino V di Fiandra    | Baldovino V di Fiandra |                       |                             |  |  |       |  |  |                          |  |  |                         |  |
|                           |                        | Ogiva di Lussemburgo  | Federico di Lussemburgo     |  |  |       |  |  |                          |  |  |                         |  |
|                           |                        | Ogiva di Lussemburgo  | Federico di Lussemburgo     |  |  |       |  |  |                          |  |  |                         |  |
|                           |                        | Ogiva di Lussemburgo  | Ermentrude (?)              |  |  |       |  |  |                          |  |  |                         |  |
| Matilde delle Fiandre     |                        | Ogiva di Lussemburgo  |                             |  |  |       |  |  |                          |  |  |                         |  |
|                           |                        | Roberto II di Francia | Ugo Capeto                  |  |  |       |  |  |                          |  |  |                         |  |
|                           |                        | Roberto II di Francia | Ugo Capeto                  |  |  |       |  |  |                          |  |  |                         |  |
|                           |                        | Roberto II di Francia | Adelaide d'Aquitania        |  |  |       |  |  |                          |  |  |                         |  |
| Adele di Francia          |                        | Roberto II di Francia |                             |  |  |       |  |  |                          |  |  |                         |  |
|                           |                        | Costanza d'Arles      | Guglielmo I di Provenza     |  |  |       |  |  |                          |  |  |                         |  |
|                           |                        | Costanza d'Arles      | Guglielmo I di Provenza     |  |  |       |  |  |                          |  |  |                         |  |
|                           |                        | Costanza d'Arles      | Adelaide d'Angiò            |  |  |       |  |  |                          |  |  |                         |  |
|                           |                        | Costanza d'Arles      |                             |  |  |       |  |  |                          |  |  |                         |  |

### Fonti primarie
- (LA)  Recueil des chartes de l'abbaye de Saint-Benoît-sur-Loire.
- (LA)  Florentii Wigorniensis monachi Chronicon, Tomus II.
- (LA)  Monumenta Germaniae Historica, Scriptores, tomus IX.
- (LA)  Monumenta Germaniae Historica, Scriptores, tomus XIII.
- (LA)  Monumenta Germanica Historica, tomus XXIII.
- (LA)  Matthæi Parisiensis, monachi Sancti Albani, Chronica majora, vol I.
- (LA)  Ordericus Vitalis, Historia Ecclesiastica, vol. II.
- (EN)  Chronicle of the Kings of England: From the Earliest Period to the Reign, of king William's children.
- (LA)  Historiæ Normannorum Scriptores Antiqui.

### Letteratura storiografica
- William John Corbett, "L'evoluzione del ducato di Normandia e la conquista normanna dell'inghilterra", cap. I, vol. VI (Declino dell'impero e del papato e sviluppo degli stati nazionali) della Storia del Mondo Medievale, 1999, pp. 5–55.
- William John Corbett, "Inghilterra, 1087-1154", cap. II, vol. VI (Declino dell'impero e del papato e sviluppo degli stati nazionali) della Storia del Mondo Medievale, 1999, pp. 56–98.